# BredaMenarinibus
BredaMenarinibus S.p.A. è stata un'azienda italiana produttrice di autobus e filobus, fondata nel 1989 a Bologna e confluita nel 2015 in Industria Italiana Autobus.

## Storia

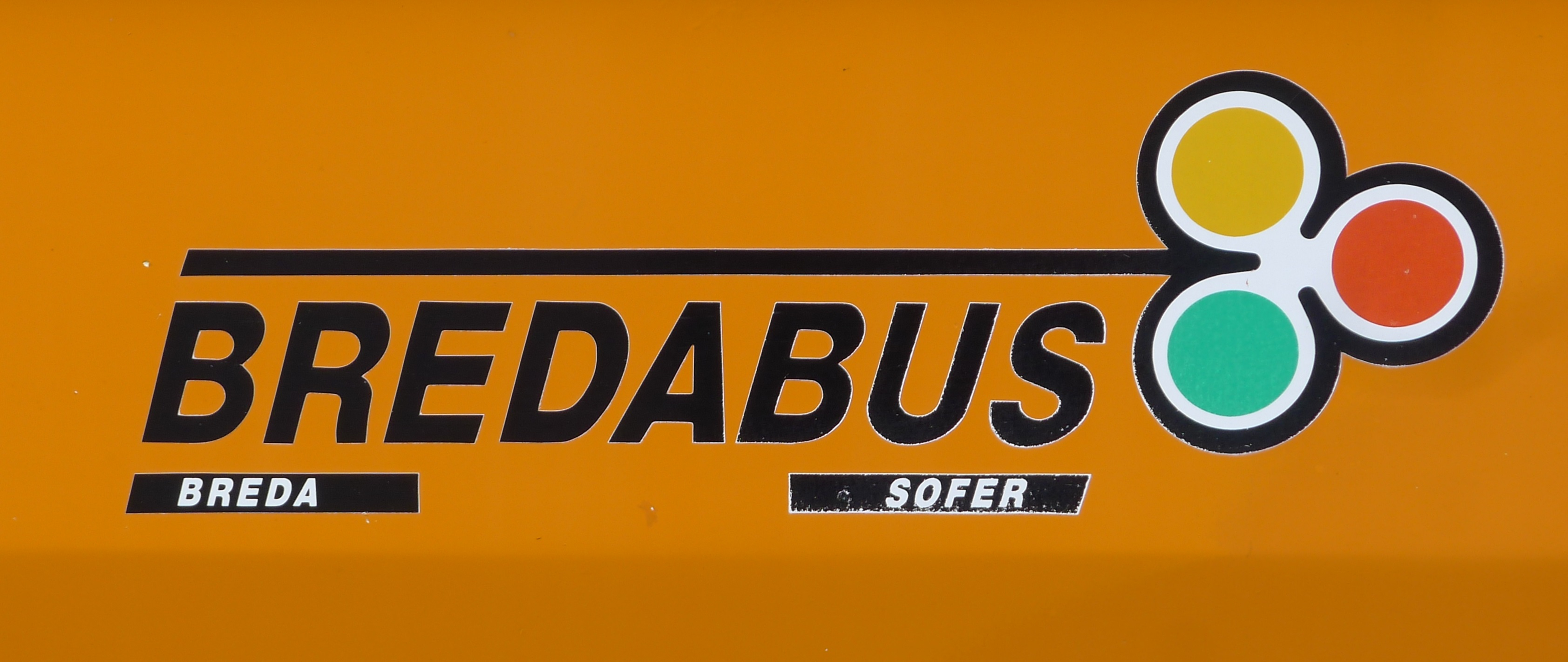
Logo Bredabus impiegato dal 1987 al 1993

Nel 1989 Breda Costruzioni Ferroviarie acquisì la Carrozzeria Menarini di Bologna, fondata nel 1919, e la fuse con la sua controllata Bredabus, erede del consorzio Inbus. La nuova società adottò lo storico logo Breda, caratterizzato da un cavallo rosso rampante.
Nel 1992 l'Ente partecipazioni e finanziamento industrie manifatturiere (EFIM), azionista di maggioranza di BCF attraverso Aviofer col 99%, fu posto in liquidazione e le sue partecipazioni furono trasferite a Finmeccanica, allora controllata dall'Istituto per la ricostruzione industriale (IRI) con l'impegno di formare un consorzio tra Breda e Ansaldo Trasporti.
Il 20 novembre 2014 è stato firmato presso il Ministero dello sviluppo economico un accordo tra Finmeccanica e King Long Italia per la cessione di BredaMenarinibus a Industria Italiana Autobus, comprendendo anche lo stabilimento produttivo ex Irisbus di valle dell'Ufita a Flumeri.

## Produzione

### Autobus
- Avancity (2004-2013)
- Citymood (2013-2015)
- Lander (2008-2013)
- Monocar 120 (1990-2001)
- Monocar 220 (1990-1999)
- Monocar 221 (1995-1998)
- Monocar 240 (1998-2005)

### Autosnodati
- Avancity 18 (2004-2013)
- Monocar 321 (1995-1998)
- Monocar 340 (1998-2005)

### Filobus
- F19/F22[4]

### Filosnodati
- Avancity+ HTB (2009)[5]

### Minibus
- Monocar 230 (1993-1998)
- Monocar 231 (2000-2005)
- Vivacity (2005-2015)
- Zeus (2001-2013)

## Galleria d'immagini

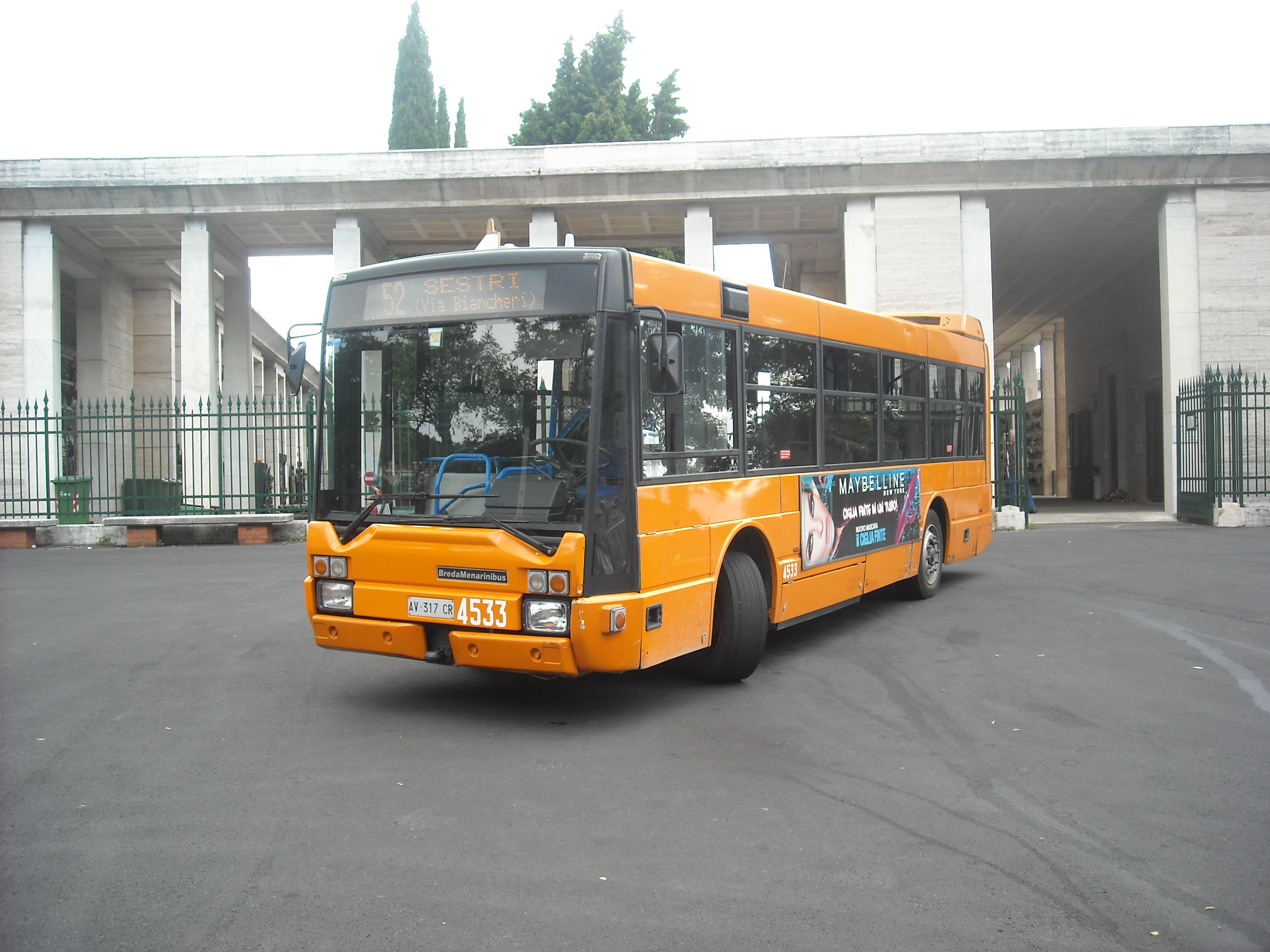
BredaMenarinibus Monocar 230 MU
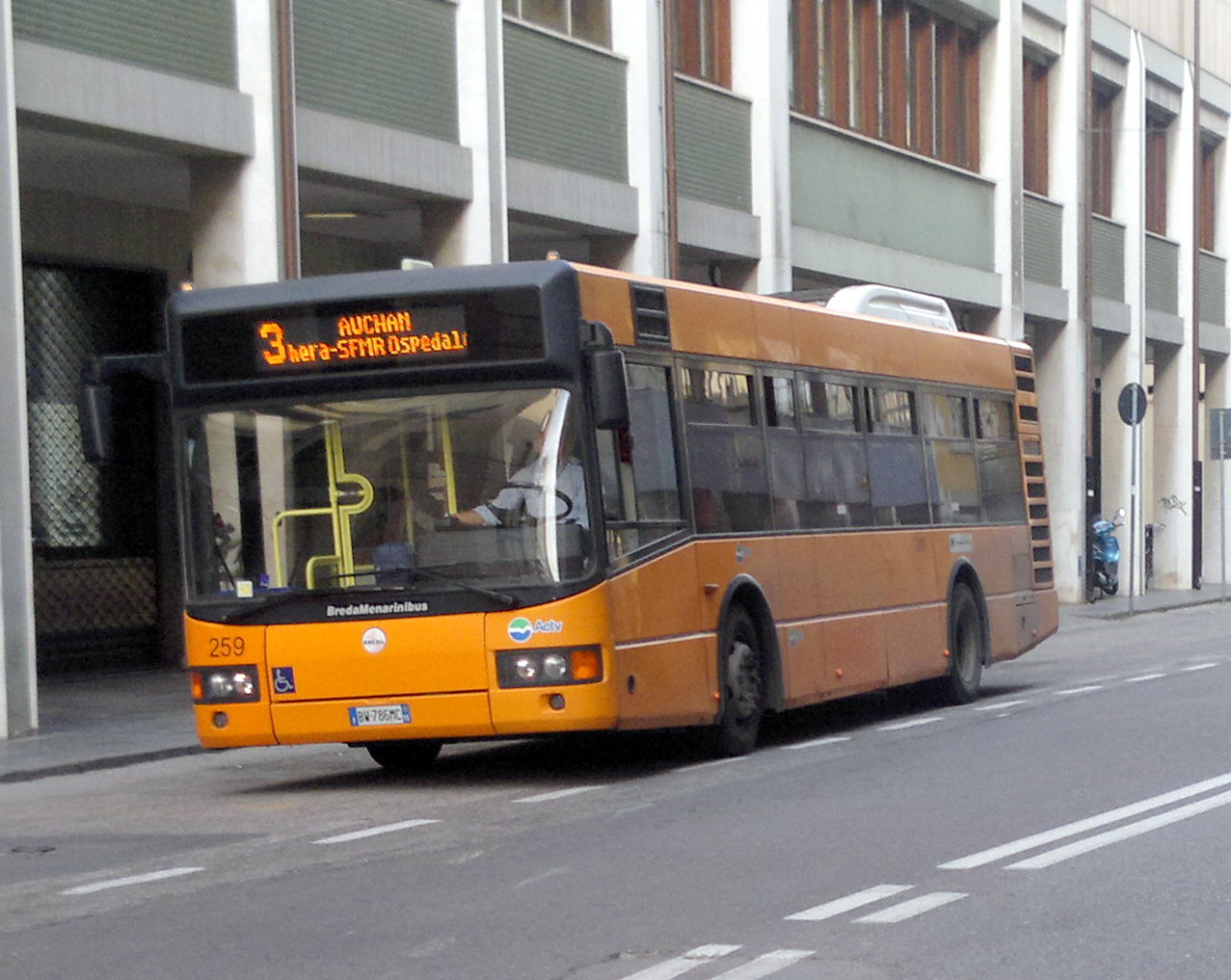
BredaMenarinibus Monocar 240 NU
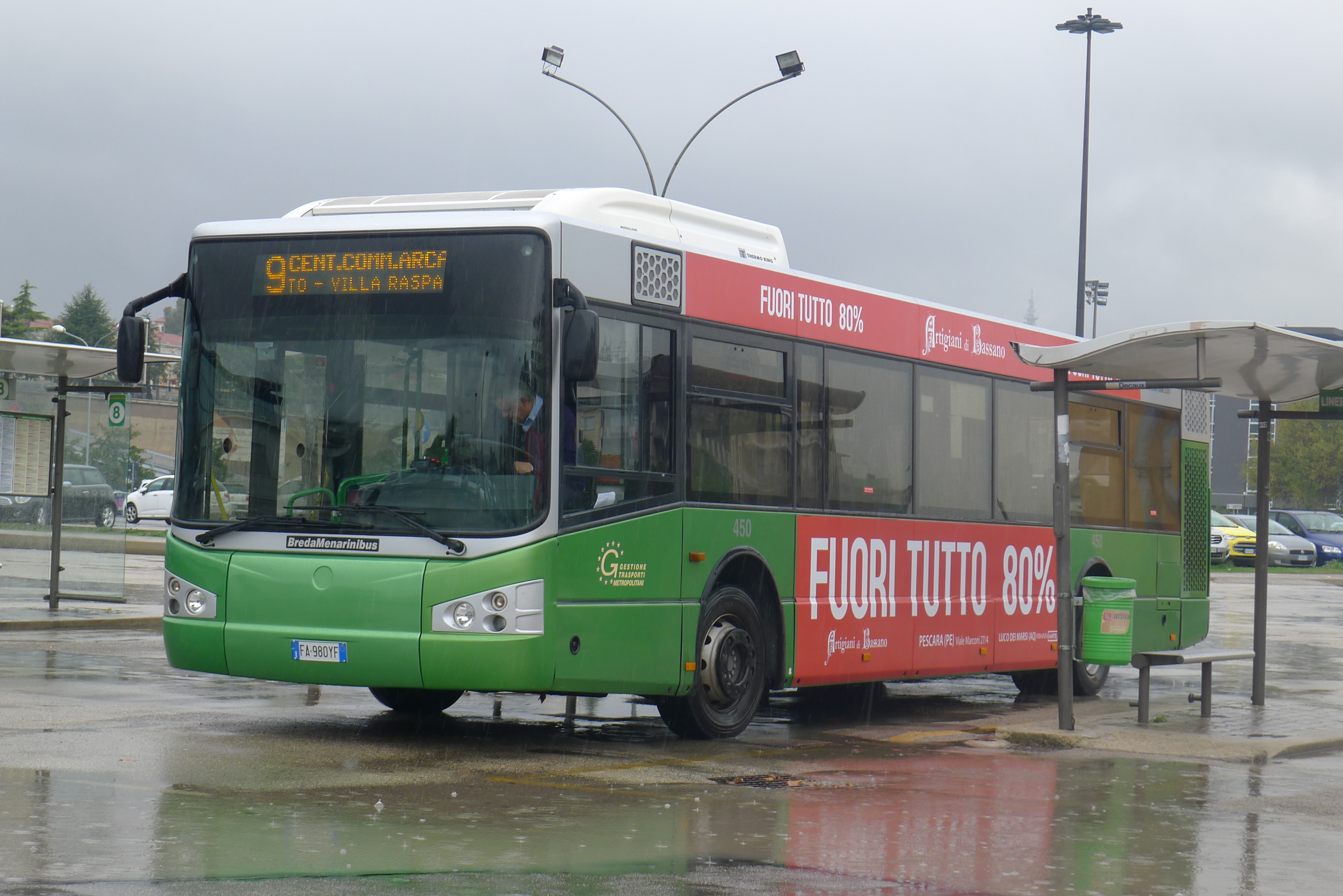
BredaMenarinibus Avancity LU
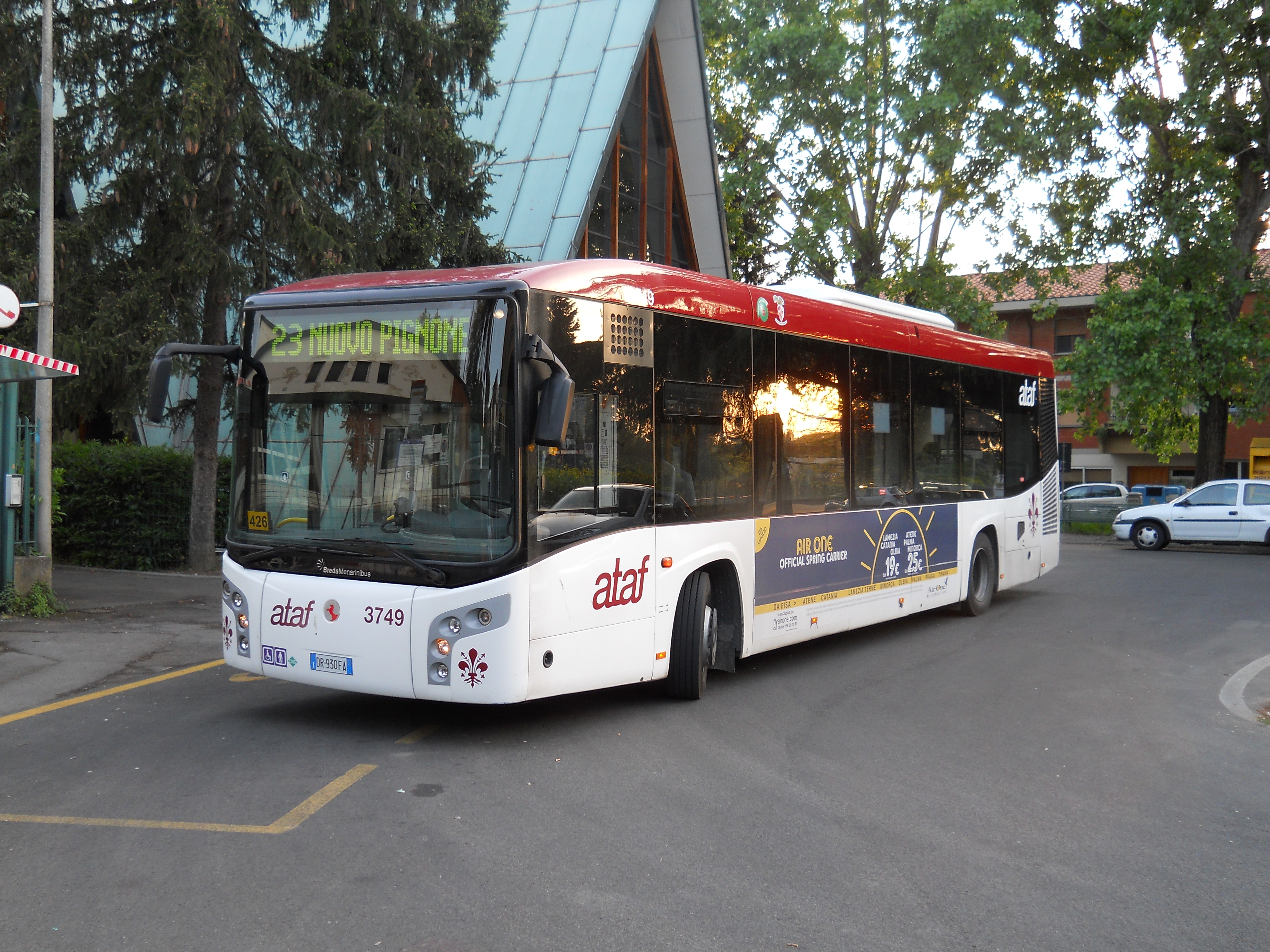
BredaMenarinibus Avancity+ LU
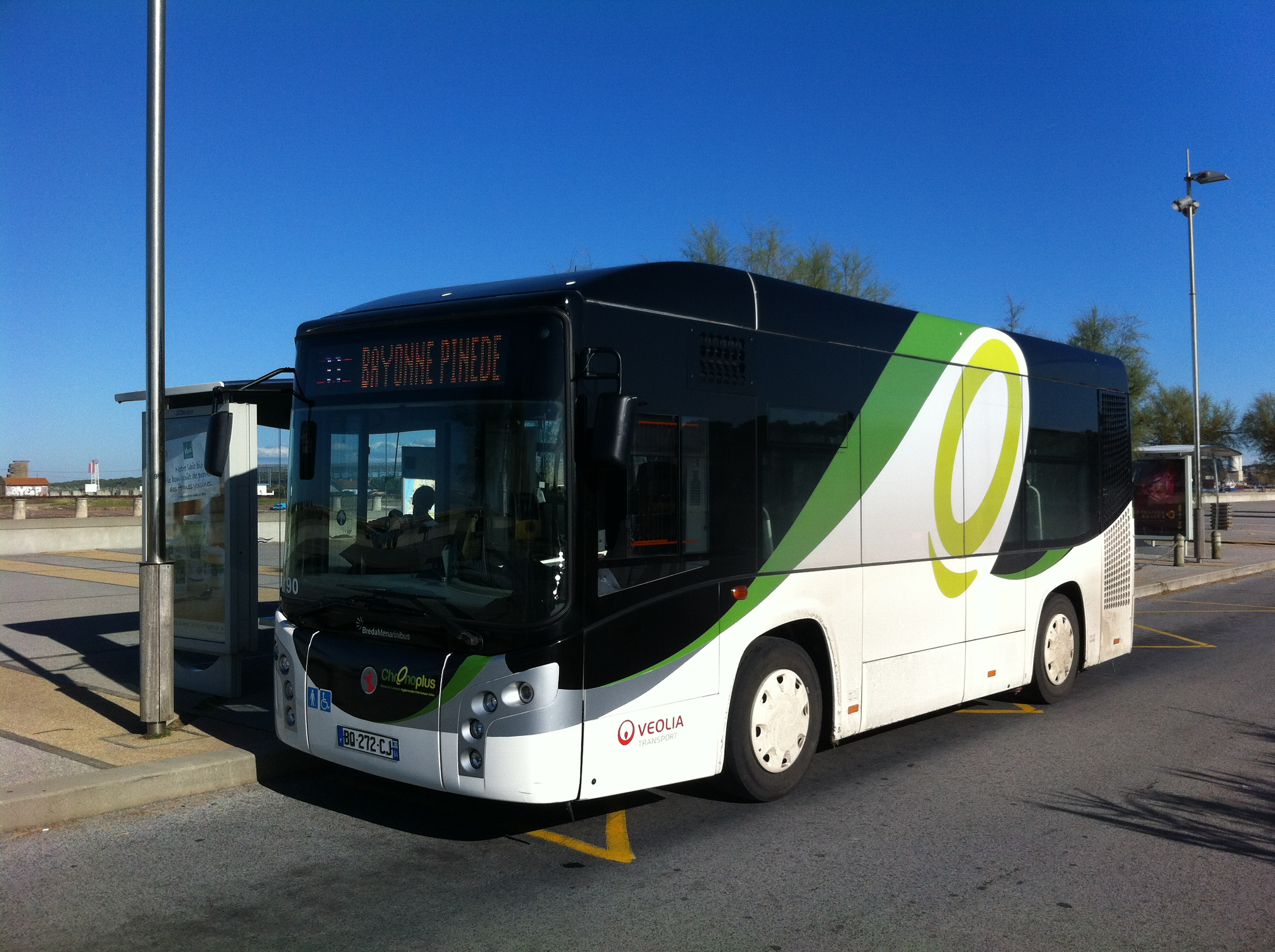
BredaMenarinibus Vivacity+ CU